# Warrior Nun
Warrior Nun, ou Sœur d'armes au Québec, est une série télévisée américaine en dix-huit épisodes d'environ 44 minutes, créée par Simon Barry et diffusée entre le 2 juillet 2020 et le 10 novembre 2022 sur le service Netflix, incluant les pays francophones.
Il s'agit d'une adaptation libre de la série de comics Warrior Nun Areala (en) de Ben Dunn (en), éditée par Antarctic Press.

## Synopsis
La série suit Ava Silva, une jeune femme de 19 ans, orpheline à la suite d'un accident de voiture ayant coûté la vie à sa mère lors de vacances en Espagne. Tétraplégique depuis l'accident, Ava est alors placée dans un orphelinat catholique d'Andalousie où elle est détestée et maltraitée par la nonne qui s'occupe d'elle. Alors qu'elle devient trop âgée pour rester vivre à l'orphelinat, Ava meurt mystérieusement.
Alors que son corps est envoyé dans une église pour la préparer pour son enterrement, des Sœurs Guerrières de l'Ordre de l’Épée Cruciforme pénètrent dans l'établissement afin de se protéger d'une attaque. L'une d'entre elles détient le Halo, un artefact magique qui lui procure des pouvoirs extraordinaires. Celle-ci est mourante et le Halo doit donc être transmis à une autre Sœur Guerrière. Mais lorsqu'un mercenaire fait irruption dans l'église, une nonne cache l'artéfact dans le corps d'Ava qui reposait dans une autre partie de l'église.
Ava ressuscite, découvre qu'elle peut de nouveau marcher et qu'elle détient des pouvoirs surnaturels et décide de prendre la fuite. Mais, qu'elle le veuille ou non, elle fait maintenant partie de cette société secrète rattachée à l'Église catholique et composée de nonnes entraînées pour se battre contre les forces du mal.

## Distribution

### Acteurs principaux
- Alba Baptista (VF : Marie Tirmont) : Ava Silva
- Lorena Andrea (en) (VF : Chloé Renaud) : sœur Lilith
- Kristina Tonteri-Young (en) (VF : Marie Facundo) : sœur Beatrice
- Tristán Ulloa (VF : Yann Guillemot) : le père Vincent
- Thekla Reuten (VF : Léovanie Raud) : Jillian Salvius
- Toya Turner (VF : Déborah Claude) : sœur Mary / « Shotgun Mary » (saison 1)
- Sylvia De Fanti (VF : Pamela Ravassard) : la Mère supérieure (saison 2 - récurrente saison 1)
- William Miller (en) : Adriel (saison 2 - invité saison 1)

### Acteurs récurrents
- Olivia Delcán (en) : sœur Camila
- Peter de Jersey (en) (VF : Florian Wormser) : Kristian Schaefer
- Joaquim de Almeida : le cardinal Francesco Duretti
- Melina Matthews (en) (VF : Isabelle Desplantes) : sœur Shannon Masters (invitée saisons 1 et 2)
- Guiomar Alonso : Areala de Cordoue (invitée saisons 1 et 2)
- Emilio Sakraya (de) (VF : Eilias Changuel) : JC (saison 1)
- May Simón Lifschitz (VF : Émilie Duchênoy) : Chanel (saison 1)
- Charlotte Vega (en) : Zori (saison 1)
- Dimitri Abold (VF : Mike Fédée) : Randall (saison 1)
- Lope Haydn Evans : Michael Salvius enfant (saison 1)
- Jack Mullarkey : Michael Salvius adulte (saison 2)
- Meena Rayann (VF : elle-même) : Yasmine Amunet (saison 2)
- Richard Clothier : Cardinal William Foster (saison 2)
- Sadiqua Binum : sœur Dora (saison 2)

 Source et légende : version française (VF) sur RS Doublage et via le carton du doublage français en fin d'épisode sur Netflix.

## Production

### Développement
La sortie dans les années 1990 du comics Warrior Nun publié par Antarctic Press provoque une controverse pour mettre en scène des religieuses violentes et légèrement vétues. En 1994, un projet d'adaptation de la série de comics Warrior Nun Areala sous forme de série télévisée d'animation est lancé par l'équipe de la série animée X-Men. Une séquence d'introduction est produite mais la série ne voit pas le jour. Dans les années 2010, la société Perfect Circle Productions acquiert les droits d'adaptations de la série pour produire une adaptation cinématographique. Néanmoins, le projet ne fait plus parler de lui par la suite.
En septembre 2018, Netflix récupère les droits et annonce la commande d'une première saison de dix épisodes pour une série télévisée en prise de vues réelles. Simon Barry est annoncé au poste de showrunner mais également en tant que producteur avec Stephen Hegyes et Terri Hughes Burton,.
En août 2020, le service annonce le renouvellement de la série pour une deuxième saison. En octobre 2022, Netflix dévoile la bande-annonce de la deuxième saison et annonce sa mise en ligne pour le 10 novembre 2022.
Le 13 décembre 2022, Deadline annonce que Netflix ne renouvellera pas la série pour une troisième saison.
Fin novembre 2022, les fans lancent une pétition demandant le renouvellement de la série pour une troisième saison. La pétition a récolté plus de 120 000 signatures (en date du 28 juin 2023).
Le 28 juin 2023, le showrunner de la série, Simon Barry, annonce sur Twitter que la série va continuer, notamment grâce à la mobilisation des fans, sans apporter plus de détails. Le 15 août, il est confirmé par le producteur exécutif la préparation de trois films.

### Distributions des rôles
En mars 2019, l'actrice portugaise Alba Baptista signe pour le rôle d'Ava, l'héroïne de la série. Elle est suivie par Toya Turner, Tristan Ulloa, Thekla Reuten, Kristina Tonteri-Young, Lorena Andrea et Emilio Sakraya. Le mois suivant, l'actrice italienne Sylvia De Fanti rejoint la distribution pour jouer la Mère supérieure.

### Tournage
Le tournage de la série se déroule en Espagne. Pour la première saison, l'équipe s'est rendue à Ronda, Antequera, Malaga et Séville entre le 11 mars et le 5 juillet 2019,,.
La pré-production de la deuxième saison a commencé fin mai 2021 et le tournage a débuté fin juillet 2021 à Madrid, en Espagne,,. La production de la deuxième saison s'est achevée le 4 novembre en Espagne.

## Épisodes

### Première saison (2020)
Composée de dix épisodes, elle a été mise en ligne le 2 juillet 2020.
1. Psaume 46:5 (Psalms 46:5)
2. Proverbes 31:25 (Proverbs 31:25)
3. Éphésiens 6:11 (Ephesians 6:11)
4. Ecclésiatique 26:9-10 (Ecclesiasticus 26:11)
5. Matthieu 7:13 (Matthew 7:13)
6. Ésaïe 30:20-21 (Isaiah 30:20-21)
7. Éphésiens 4:22-24 (Ephesians 4:22-24)
8. Proverbes 14:1 (Proverbs 14:1)
9. Corinthiens 10-4 (2 Corinthians 10:4)
10. Apocalypse 2:10 (Revelations 2:10)

### Deuxième saison (2022)
Composée de huit épisodes, elle a été mise en ligne le 10 novembre 2022.
1. Galates 6:4-5 (Galatians 6:4-5)
2. Colossiens 3:9-10 (Colossians 3:9-10)
3. Luc 8:17 (Luke 8:17)
4. Corinthiens 10:20-21 (Corinthians 10:20-21)
5. Marc 10:45 (Mark 10:45)
6. Ésaïe 40:31 (Isaiah 40:31)
7. Psaumes 116:15 (Psalms 116:15)
8. Jérémie 29:13 (Jeremiah 29:13)